# بوريسوغليبسك
بوريسوغليبسك (بالروسية: Борисоглебск) هي إحدى مدن روسيا في الكيان الفدرالي الروسي فورونيج أوبلاست.

## توأمة
لبوريسوغليبسك اتفاقيات توأمة مع كل من:
- دلمنهورست (1994 - )[4]
- بلانسكو

## أعلام
- إسحاق سوير